# Hutzelberg
Der Hutzelberg, auch Hatzelberg genannt, liegt inmitten der östlichen Ortslage von Neusalza-Spremberg im Landkreis Görlitz in Sachsen. Mit einer Höhe von 343,5 m über NN gehört der Berg zu den kleineren Erhebungen der sächsischen Kleinstadt.

## Lage und Name
Der aus Granit bestehende Berg liegt linksseitig der Spree. Der wiesenflächige Ausläufer des Nordhanges endet an der Zittauer Straße, der Südausläufer des Berges hingegen wird durch die Anhöhe „Schießberg“ und die dortige Kleingartenanlage begrenzt. Östlich verliert sich der Berg flach in Richtung „Spreepark“. Der Ausläufer des steileren Westabhanges endet an der Straße „Am Hutzelberg“. Der merkwürdige Name leitet sich von „Hutzel“ ab, das so viel wie „verdorrtes Obst“, insbesondere Birnen, oder schlicht und einfach nur „verrunzelt“ bzw. „klein“ bedeuten kann. 

## Geologie
Der größtenteils aus Granit bestehende Hutzelberg ist ebenso wie die anderen städtischen Erhebungen, so Hänscheberg, Spremberger Kirchberg, Linden- oder Stadtberg, mit einer Lösslehmdecke überzogen. Er weist jedoch in geologischer Hinsicht eine Besonderheit auf: Das Vorhandensein eines Lamprophyrganges. Reste eines Steinbruchs am Nordabhang zeugen davon, dass auch hier an der Wende des 19. zum 20. Jahrhundert Gestein gebrochen wurde.

## Geschichte

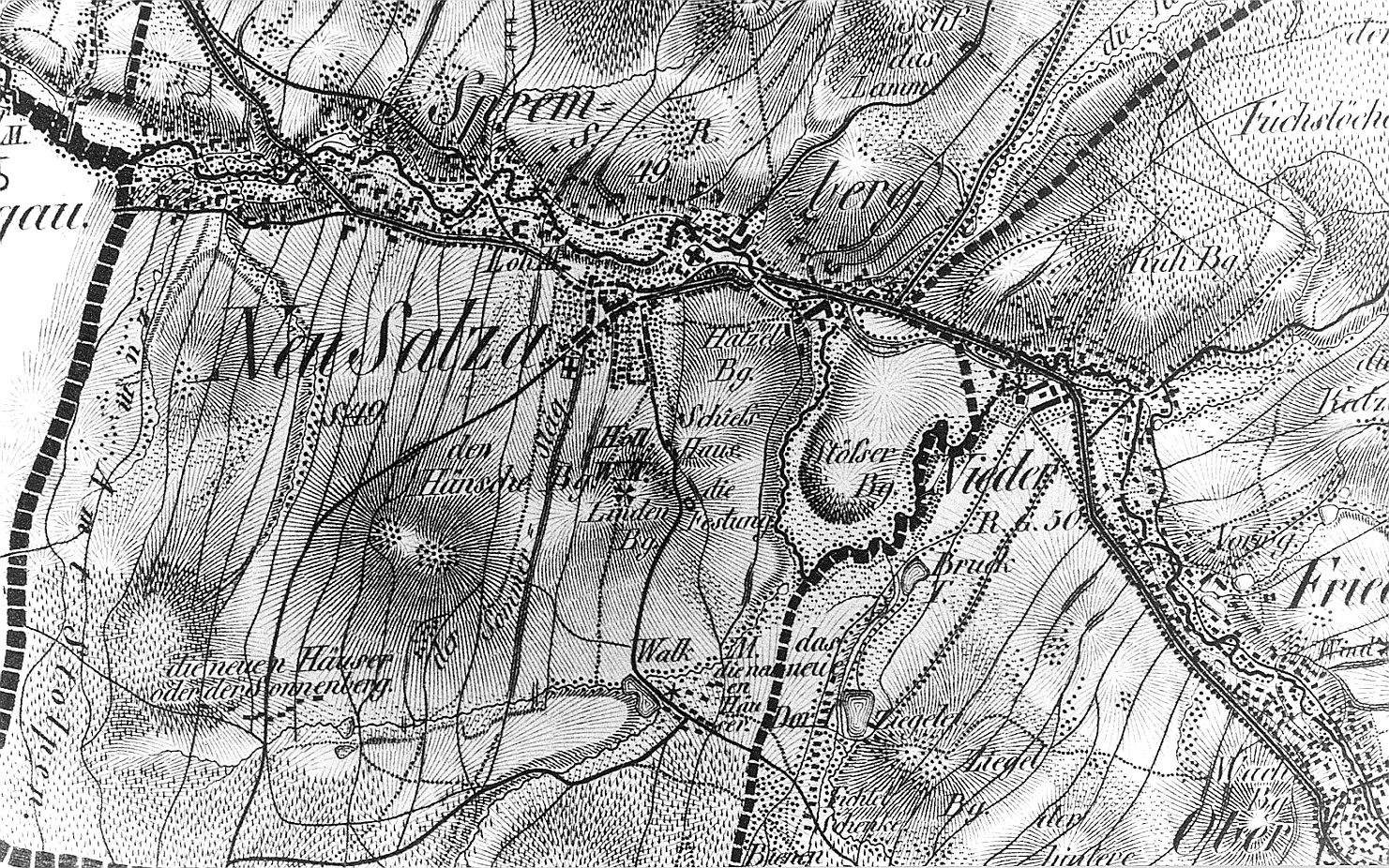
Karte mit dem Hatzelberg von 1821–22

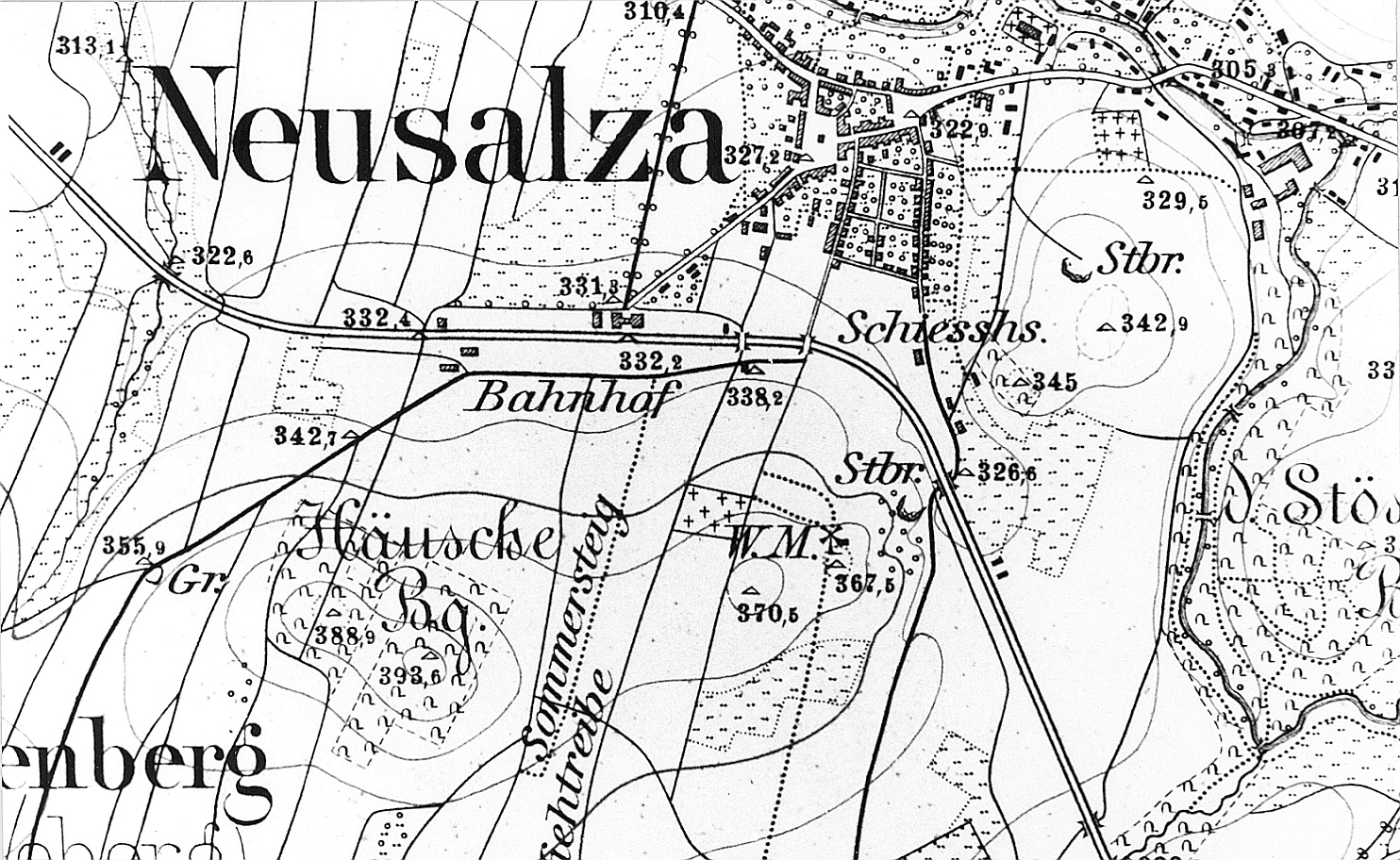
Karte mit dem Hutzelberg und dem Steinbruch von 1883

Nach jüngeren Forschungen verlief in alter Zeit im „Viehweg“ an der „Pfarrwiedemut“, dem Kirchengut zum Unterhalt der Spremberger Pfarrer, unterhalb des Westabhangs des Hutzelberges die sogenannte Böhmisch-Oberlausitzer „Kaiserstraße“, deren Anfänge im Mittelalter liegen. Während der Napoleonischen Kriege wurden Spremberg und Neusalza im Verlauf des Jahres 1813 durch Truppendurchmärsche und Lieferungen aller Art stark in Mitleidenschaft gezogen. So lagerte am 4. September dieses Jahres ein Armeekorps der Franzosen von 6.000 Mann auf den Fluren von Neusalza-Spremberg zwischen dem Linden- und Hutzelberg, das einen Tag später nach Löbau abmarschierte. 
Da mit der wachsenden Einwohnerzahl Sprembergs in der zweiten Hälfte des 19. Jahrhunderts der Friedhof an der Dorfkirche Spremberg zum Bestatten nicht mehr ausreichte, wurde am 4. August 1862 ein neues und größeres Areal am Nordhang des Hutzelberges als Gottesacker seiner Bestimmung übergeben. Er sollte etwa einhundert Jahre Bestand haben. Zwei Jahrzehnte später, im Herbst 1884, eröffnete der Steinbruchleiter Docke auf dem Hutzelberg einen Steinbruch. Der dort gebrochene Granit wurde bei Spremberger Steinmetzen zumeist zu Grabdenkmälern verarbeitet. 
Am 8. November 1886 trat der bekannte Spremberger Kaufmann Hermann Brendler in das Geschäft ein, und unter der Firmenbezeichnung „Spremberger Syenitbrüche, Hermann Brendler & Co.“ wurde der Betrieb vom Hutzelberg in die neuerbaute Fabrik westlich des Bahnhofes verlegt. Für den Transport des "Stein-Betriebes" per Bahn erfolgte dort die Verlegung eines Gleises zum Güterbahnhof.  Die erforderlichen Steine wurden weiterhin am Hutzelberg gebrochen.
Nach der Vereinigung von Neusalza und Spremberg zur Stadt Neusalza-Spremberg 1920 setzte in der größer gewordenen Stadt eine enorme Bautätigkeit ein, und so entstand während der Zeit der Weimarer Republik ab 1926 am Berg die „Hutzelberg-Siedlung“, die zunächst für Postbeamte vorgesehen war.